# 大塚敬節
大塚 敬節（おおつか けいせつ、おおつか よしのり、明治33年〈1900年〉2月25日 - 昭和55年〈1980年〉10月15日）とは、昭和期の漢方復権に尽力した代表的な日本の医師。東洋医学の発展に貢献した業績により1978年に日本医師会より最高優功賞を日本で初めて受賞。号は敬節（けいせつ）。

## 高知・熊本時代
大塚敬節は、明治33年（1900年）2月25日、高知県高知市に産まれる。大塚家は、同市追手筋1番地の産婦人科・大塚修琴堂医院であり、曽祖父の希斎、その養子（希斎の兄の子）で祖父の恭斎、父の恵遮とも医師であった。敬節は、西洋医学が嫌いであったため、中学卒業後はじめは医師を目指さず、高知の高等工業学校の採鉱冶金科に進学した。しかし、これにも興昧が持てず、熊本県立医学専門学校（現熊本大学医学部の前身）に入りなおした。熊本医専を選んだのは、入試に得意な国語と漢文があったのが当時の医学校では同校だけだったことによる。敬節は、辻潤に傾倒した文学青年で、中学時代には高知新聞の新聞小説に当選し135回の連載を掲載されているが、医専時代も文学に没頭し詩集などを発表している。医専卒業後、高知の武田病院に勤務したが、1923年秋に父が亡くなったため家業の医院を継ぐ。

## 漢方との出会い
漢方に傾倒したきっかけは、昭和2年（1927年）刊行の『漢方医学の新研究』（中山忠直）であった。本書には後に師事する湯本求真の他、当時の漢方医家として木村博昭、中野康章らのことが 紹介されていた。さらに、湯本求真の『皇漢医学』が昭和2年（1927年）から3年（1928年）にかけて順次刊行され、敬節はこれを熱心に熟読した。『皇漢医学』は1,000ページを越える大書であったため敬節もなかなか覚えられず、重要な部分を抜き出したノートを作って覚えた。このノートをもとに後に『類証鑑別皇漢医学要訣』（昭和7年、（1932年））を刊行する。

## 上京
敬節は師匠について本格的に漢方の修行をするために、周囲の反対を押し切り、昭和5年（1930年）、ついに妻子を残して繁盛していた高知の医院も閉院し、東京の湯本求真に入門する。湯本求真に師事すること1年、昭和6年（1931年）に家族を呼び寄せ、東京牛込区船河原町に修琴堂大塚医院を開業したが当初は患者も少なかった。時間があったこともあって、『傷寒論』、『金匱要略』などの古方の研究に専念することができ、また、湯本の同門らと機関紙『古医道』を昭和7年（1932年）に創刊している。なお、師匠の湯本求真は、疫痢によって娘を失ったことから西洋医学への信頼をなくしていたが、和田啓十郎の『医界之鉄椎』（明治43年（1910年））と出会ったことを転機に漢方を志し、古方派の和田啓十郎に入門して漢方医となった人物である。湯本は潔癖に古方の教えを守り、やや排他的な傾向があった。それを見習った敬節も初期は後世派や折衷派などの他派を鋭く批判した。このような敬節を戒めたのが、敬節が人生の師と仰ぐ思想家の権藤成卿であった。成卿は、「古方には排他癖がある。反対学を学べ。」と敬節に訓戒し、この訓戒を機に敬節は従来の古方のみならず森道伯の一貫堂などの後世方系や木村博昭の済生堂などの浅田流（折衷系）などの他派とも交流を積極的に行うようになった。

## 漢方復興運動

### 矢数道明
後世派の一貫堂門下の医師である矢数道明、有道兄弟との親交が他派との交流を象徴する。昭和8年（1933年）、矢数有道が腸チフスに罹患し入院した際、敬節の往診を受け、起死回生の回復をみた。有道本人の見立てでは真武湯であったようだが、敬節は茯苓甘草湯証と見立ててこれを服用させ、症状が好転して退院した。この出会いをきっかけに、以後、大塚敬節と矢数道明の両名が中心となり、流派を超えて大同団結し、昭和漢方復興の大きな牽引力となっていく。まず、昭和9年（1934年）に大塚敬節、矢数道明と清水藤太郎（薬学）が中心となり、日本漢方医学会を結成し月刊誌『漢方と漢薬』を創刊した（他の幹事は、古方：湯本求真、奥田謙蔵、折衷派：木村長久、安西安周、中野康章、森田幸門、薬学：栗原廣三、木村雄四郎、鍼灸：柳谷素霊、医史学：石原保秀。編集兼発行人は春陽堂の気賀林一）。

### 拓大講座
昭和10年（1935年）には矢数道明が中心となり漢方医学講習会を開催するための団体として偕行学苑（現東亜医学協会の前身）が結成され、拓殖大学の講堂を会場として翌11年（1936年）に第1回講習会が開催され、翌々年（1937年）からは拓殖大学漢方医学講座に昇格し、太平洋戦争前から戦中の昭和19年（1944年）までに8回、戦後昭和24年（1949年）に9回が開催され、多くの参加者を集めた。敬節は、第1回より矢数道明、矢数有道、木村長久、清水藤太郎、柳谷素霊、石原保秀とともに講師を勤めた。この講習会はその後、津村順天堂二代目社長津村重舎の助力を得て昭和34年1959年に設立した「漢方友の会」（現日本漢方医学研究所の前身）の漢方医学講座に引き継がれていった。また、講座の一部は大学附属の拓殖大学第一高等学校にて、鍼灸を教授する理療科としてしばらく続いた（現在は東洋鍼灸専門学校として独立）。

### 東亜医学協会
昭和13年（1938年）矢数道明は、漢方医学による日本・中国・満州の三国の文化提携国際親善を目的とした団体を創設することを敬節に提案し、拓大講座を主催した偕行学苑を基盤に東亜医学協会を結成して月刊誌『東亜医学』を創刊した。しかし、昭和16年（1941年）、戦時下雑誌統合令によって、『東亜医学』は日本漢方医学会の『漢方と漢薬』 に統合合併することになる。戦後の昭和29年（1954年）東亜医学協会は再発足して月刊誌『漢方の臨床』を創刊し、現在に至る。

## 漢方診療の実際
昭和16年（1941年）、矢数道明、木村長久、清水藤太郎らとともに、『漢方診療の実際』（南山堂）を刊行する。本書は、現代医学を修めた医師にも理解できるよう、漢方の専門用語はなるべく用いず、各論は当時南山堂から出版されていた『内科診療ノ実際』に準じて病名を中心に書くよう南山堂から要望されていた。敬節らは、1か月ごとに各自の分担原稿を持ち寄り、互いに推敲を重ね3年間かけて出版に至った。今日の日本では「はじめて現代医学の病名による漢方治療の大綱を整理したもの」として評価がされており、また、中国でも受け入れられ翻訳本は9万部以上が出版されている。このように評価されている本書であるが、昭和29年（1954年）に改訂版を刊行した際、『治療学総論』（1928年）、『治療学概論』（1949年）の著者である板倉武から「現代病理学に降参している」と手厳しく批評されたが、敬節は「肯啓にあたった批評（急所をついた批評）」と受け止めたという。板倉は漢方の本質に背くとして本書を批判し、敬節はこの見識を認めながらも、漢方医学の普及のためには病名による漢方治療という便法がどうしても必要だと考えた。板倉武は、東京帝国大学医学部第一内科学教室講師を経て同愛記念病院内科医長などを歴任しているが、東洋医学と西洋医学の融合を理想としていた医師であった。敬節と板倉とは、太平洋戦争末期、板倉が政府から研究費を得て同愛記念病院内に東亜治療研究所（のち東方治療研究所と改称）を設立し所長となった際、漢方部門の所員として敬節を招聘したという関係であった。同研究所は戦災・敗戦の影響から短期間で廃止されてしまった。大塚敬節が行った西洋医学病名に基づいた漢方治療は、2023年の今になって大きな問題を起こしている。なぜなら彼は当時の西洋医学レベルに基づいて説明を行った。従って、2023年現在でも保険収載のエキス漢方製剤の保険適応には急性胃腸カタル(大柴胡湯)、血の道症（加味逍遙散）など1941年当時にしか存在しないか、ほとんど現代では通じない病名が多く残っている。

## 民間薬の研究
敬節は、漢方の臨床、理論、歴史などの著書が多いが、終戦当時、中国からの輸入が途絶えがちとなり生薬の入手が困難になったため、敬節はそれに代わるものを求めて民間薬、国産生薬・家伝薬に関する研究にも力を注ぎ、その成果が後に『民間薬療法と薬草の智識』（長塩容伸、大塚敬節、1957年）や『漢方と民間薬百科』（1966年）などの出版につながる。

## 日本東洋医学会
昭和24年（1949年）日本東洋医学会設立準備委員に就任し、昭和25年（1950年）同学会設立時には理事に就任した。昭和32年（1957年）には理事長に就任、大韓民国、中華人民共和国などの関連学会と正式な交流をもつに至り、昭和34年（1959年）、会則に従い理事長を退任し評議員に就任した。東洋医学会初代会長（当時は理事長）は龍野一雄であった。龍野は漢方の科学化を唱えたが、大塚が漢方は学ではない、術だと主張し、龍野一雄を理事会から追放したことは、山本巌が対談で明らかにしている。そしてこれが、日本東洋医学会が学会でありながら学を重んじない体質となることを決定づけた。日本東洋医学会は2014年、第65回学術総会で大会テーマを「アートの復権：人間的な医学・医療を求めて」、すなわち術だと主張した。さらに第73回学術総会（2023年）はテーマを「あなたの漢方、わたしの漢方」とし、サブタイトルを「オンリー１とナンバー１｣と称している。漢方が龍野一雄が目指したように学問として発展していれば、2023年時点に至って「あなたの漢方、わたしの漢方｣という発想は生じなかったであろう。日本東洋医学会が21世紀中盤に至ってすらこのような発想を有することは実に大塚敬節に起因している。

## 処方開発・証・腹証

### 七物降下湯
昭和28年（1953年）、敬節は高度の高血圧によって左眼に眼底出血を発病し、八味丸、黄連解毒湯、抑肝散、炙甘草湯、柴胡加竜骨牡蛎湯、解労散など種々の処方を試みたが好転せずに出血も悪化していった。敬節は、東洋医学のあらゆる古典を精査し、当時の薬理学も参考として高血圧に有効な七物降下湯を開発した。本処方服用前に最高血圧150mmHg内外、最低血圧100mmHg内外であったものが、服用して約1週間で最高120mmHg内外、最低80mmHg内外となった。七物降下湯は、四物湯に釣藤、黄耆、黄柏を加えたもので、馬場辰二によって命名された。なお七物降下湯は現在でも医療用漢方エキス製剤として高血圧の適応症を持つが、現代医学のレベルで評価するに足るエビデンスは無い。また高血圧治療のターゲットが心血管イベントなどの抑制効果であることが明確になった現在(2023)、そうしたイベントを減少させるエビデンスが無いこのような漢方製剤を高血圧に用いるのは基本的に適切では無い。

### 人参湯証
現在では「希薄な唾が口に溜まる」状態は人参湯証であることが漢方医学的に一般的になっているが、このことは『漢方診療の実際』の昭和29年（1954年）改訂版が初出であり、大塚敬節が見出したものである。この知見は検証されておらず、事実であるかどうか判断出来るエビデンスは無い。

### 正中芯
左右の腹筋が正中で合うリニアアルバ（linea alba）が触知できるものは虚証であると大塚は見出し、これを「鉛筆の芯のようなもの」と表現していたが、門下の寺師睦宗が正中芯と名付けるよう提案し、『漢方診療医典』（昭和44年（1969年））中国医学に初出する。ただし古来から明らかな腹証ではない正中芯が、虚証の診断に有効とする感度や特異度、再現性などを検証した研究は無いため、エビデンスに欠ける。すなわち検証された「虚証の弁証基準」による精度の研究が必要で、2023年時点で日本における統計学的検証（validation）が行われた漢方医学の概念は、気滞と腎陽虚しか無い。統計学的検証を経た漢方弁証スコア（MOS）として、気滞は岩﨑鋼らによって日本で初めて2012年に発表され、その原著論文は2023年8月時点で世界で31回[要出典医学]、引用されている。腎虚は萩原らによって「フレイルスコア」として発表されたが、Methodおよびスコアの項目から判断するにこれは腎陽虚の弁証スコアである。岩﨑と萩原はいずれも中医学を基盤としており、日本漢方はこのような弁証概念の定義づけやその信頼性の検証が著しく欠如している。

## 後進の育成
昭和32年（1957年）二代目津村重舎の協力を得て津村順天堂の自社ビルの一部を借り受け、金匱会中将湯ビル診療所（現金匱会診療所）を開設する。この診療所は翌年、日本における漢方診療施設として初めて医療法人としての認可を受けた。敬節は、この診療所と自宅診療所との両方で診察を行いながら多くの門人を育成した。中将湯ビル診療所開設当初は、敬節のほか、小出弥生、藤平健、伊藤清夫、相見三郎、山田光胤、大塚恭男らが勤務した。

## 漢方製剤調査会
昭和45年（1970年）、厚生省薬務局に「漢方打合せ会」が発足し委員となる。一般用医薬品として適切であると考えられる漢方処方を選び、昭和46年（1971年）、その結果を中央薬事審議会に送る。中央薬事審議会一般医薬品特別部会の下に「漢方生薬製剤調査会」が発足、敬節は、中央薬事審議会臨時委員を委嘱され、漢方生薬製剤調査員に指名される。計13回の会議を経て一般用漢方製剤210処方の承認内規が制定された。

## 北里東洋医学研
昭和47年（1972年）、衆議院議員相川勝六、床次徳二、日本医師会会長武見太郎、北里研究所所長水之江公英、前日本鍼灸師会会長岡部素道らとともに、漢方と鍼灸の基礎的、臨床的研究を行いつつ若手研究者の養成を行うことを目的とした北里研究所附属東洋医学総合研究所（現北里大学東洋医学総合研究所）の設立に参画し、初代所長に就任した。所長就任の約8年後の1980年10月15日、北里東洋医学研へ出勤するため食事をすませ新聞を読んでいたところ脳卒中で倒れ永眠。享年80。墓所は多磨霊園。

## 著書
以下に著作の一部をまとめる。
- 大塚敬節『類証鑑別皇漢医学要訣』大塚医院、1932年
- 大塚敬節『実験漢方医学叢書』第1-5巻、春陽堂、1933-1934年
- 大塚敬節『傷寒論・金匱要略要方解説』拓殖大学漢方医学講座、1939年
- 大塚敬節、矢数道明、木村長久、清水藤太郎『漢方診療の実際』南山堂、1941年
- 大塚敬節、矢数道明、清水藤太郎『漢方診療の実際』改訂版、南山堂、1954年
- 大塚敬節『漢方医学』創元社〈創元医学新書〉、1956年
- 大塚敬節『漢方大医典』東都書房、1957年
  - 『漢方大医典』改版改題、講談社、1975年
- 大塚敬節『診断処法と漢方療法』大日本雄弁会講談社、1957年
- 長塩容伸、大塚敬節『民間薬療法と薬草の知識』東都書房、1957年
- 大塚敬節『漢方診療三十年：治験例を主とした治療の実際』創元社、1959年
- 大塚敬節『東洋医学とともに』創元社、1960年
- 大塚敬節『症候による漢方治療の実際』南山堂、1963年
- 大塚敬節、長塩容伸『薬草と知識と効用：250種の薬草と名医の処方秘伝』東都書房、1964年
- 大塚敬節、山田光胤『漢方療法』読売新聞社、1964年
- 大塚敬節『傷寒論解説：臨床応用』創元社〈東洋医学選書〉、1966年
- 大塚敬節『漢方と民間薬百科』主婦の友社、1966年
- 大塚敬節、矢数道明、清水藤太郎『漢方診療医典』南山堂、1969年
- 大塚敬節、山田光胤『漢方療法の本：あなたにできる大事な処方』読売新聞社〈読売新書〉、1970年
- 大塚敬節『漢方の特質』創元社〈漢方双書〉、1971年
- 大塚敬節、長塩容伸『薬草の知識と効用』講談社、1975年
- 大塚敬節『漢方ひとすじ：五十年の治療体験から』日本経済新聞社、1976年
- 大塚敬節『症状でわかる漢方療法』主婦の友社、1977年
- 大塚敬節『漢方療法入門』講談社〈講談社学術文庫〉、1978年
- 『近世漢方医学書集成』全116巻、大塚敬節、矢数道明 編、名著出版、1979-1984年
  - 大塚敬節、矢数道明 責任編集『近世漢方医学書集成』PDF形式電子版、全116巻、門真：名著出版、2016年。USBメモリ1個（6cm）＋説明書1枚。編者は山田光胤、寺師睦宗、大塚恭男、矢数圭堂、松田邦夫。
- 大塚敬節 主講『金匱要略講話』日本漢方医学研究所 編、創元社〈東洋医学選書〉、1979年
- 大塚敬節〈大塚敬節著作集〉気賀林一 編、全8巻と別冊、春陽堂書店、1980-1982年[42]。以下、近代デジタルライブラリー、国立国会図書館限定閲覧、遠隔複写可。
  - 第1巻『論説・随想篇 1』1980年。doi:10.11501/12745591
  - 第2巻『論説・随想篇 2』1980年。doi:10.11501/12764227
  - 第3巻『治療篇 1』1980年。doi:10.11501/12758486
  - 別冊『東洋医学史・年譜・索引』1982年。doi:10.11501/12752945
- 「大塚敬節」『私の履歴書：文化人』第19巻、日本経済新聞社 編、1984年。国立国会図書館内閲覧／図書館・個人送信限定、doi:10.11501/12255811。
- 大塚敬節『傷寒論弁脉法・平脉法講義』谷口書店、1992年
- 大塚敬節『金匱要略の研究』山田光胤 校訂、たにぐち書店、1996年
- 大塚敬節『漢方の珠玉：大塚敬節「活」掲載文集』「活」編集委員会 編、自然と科学社、2000年

### 録音版、点字版、DAISY版
- 大塚敬節『漢方医学』点字資料、東京点字出版所、1956年。
- 大塚敬節、上田篤次郎「［2］（7）漢方の繁用処方解説」『実地医家のための現代臨床講座』第2巻第6号、医学研究社、1969年。録音資料、全国書誌番号:21905401、録音リール2巻：9.5cm/sec、13cm。付属資料1冊。
- 大塚敬節 ほか『漢方の薬物解』点字資料、東京点字出版所、1983年。原本は『漢方診療医典』第4版の改題抄、南山堂、1982年
- 電子資料版『曲直瀬道三 1』大塚敬節、矢数道明 責任編集〈近世漢方医学書集成〉第2巻、CD-ROM 1枚（DAISY等）、国立国会図書館、2011年。原本は『1』『2』とも名著出版、1979年。収録時間：26時間18分。システム要件：DAISY Ver.2.0。
- 電子資料版『曲直瀬道三 2』大塚敬節、矢数道明 責任編集〈近世漢方医学書集成〉第3巻、CD-ROM 1枚（DAISY等）、国立国会図書館、2012年。収録時間：20時間31分。システム要件：DAISY ver.2.0。

### 他国語へ翻訳
- 大塚敬節 等『東洋医学大典：百万人（ノ）医書』辛斗鉉 訳、ソウル、日光出版社、1964年。（朝鮮語）。『漢方大医典』東京：東都書房、1957年（昭和32年）の翻訳。全国書誌番号:65006998。

- Otsuka, Keisetsu. Kanpo : ; Geschichte, Theorie und Praxis der chinesisch-japanischen traditionellen Medizin.（ドイツ語） 大塚恭男（訳）、津村順天堂、1976年

- Otsuka, Keisetsu. Kampo : a clinical guide to theory and practice. Soriano, Gretchen de; Nigel Dawes 訳。エディンバラ：Churchill Livingstone / エルゼビア、2010年。『漢方医学』の英訳。一部日本語併記。

### 古典復刻
大塚が復刻に関与した漢方の古典は以下のとおり。また大塚は和綴本『修琴堂蔵書目録』を所蔵し、これを没後に小曽戸洋が整理した成果は『北里研究所東洋医学総合研究所版・東洋医学教科書』に反映された。
- 大塚敬節 校註『康平傷寒論』日本漢方医学会出版部、1937年
- 津田玄仙『療治経験筆記』春陽堂、1974年
- 浅井貞庵 述『方彙口訣』10巻、大塚敬節 校訂、春陽堂、1974年
- 小島明『聖剤発窪』春陽堂、1974年
- 原南陽『古万漫筆』春陽堂、1974年
- 百々漢陰『梧竹楼方函口訣』春陽堂、1976年
- 稲葉克、和久田寅『腹証奇覧：復刻』大塚敬節、矢数道明 解題、医道の日本社、1981年
- 岡本一抱『方意弁義』大塚敬節、矢数道明 編、名著出版、2003年
- 吉益東洞『薬徴』大塚敬節 校注、たにぐち書店、2007年